# Rois
Rois és un municipi de la província de la Corunya a Galícia. Pertany a la Comarca do Sar. Limita al nord amb Brión, al sud amb Dodro i Rianxo, a l'est amb Padrón i Teo i a l'oest amb Lousame.
| 1900  | 1930  | 1950  | 1981  | 1991  |
| ----- | ----- | ----- | ----- | ----- |
| 5.791 | 5.820 | 6.282 | 6.282 | 5.643 |

| 1996  | 2001  | 2003  | 2004  | 2006  | 2007  |
| ----- | ----- | ----- | ----- | ----- | ----- |
| 5.356 | 5.117 | 5.137 | 5.122 | 5.105 | 5.034 |

## Parròquies
| - Augasantas (San Vicente) - Buxán (San Xoán) - Costa (San Miguel) - Ermedelo (San Martiño) - Herbogo (San Pedro) - Leroño (Santa María) | - Oín (Santa María) - Ribasar (Santa Mariña) - Rois (San Mamede) - Seira (San Lourenzo) - Sorribas (San Tomé) - Urdilde (Santa María) |